# The Way It Is
The way it is or Eurydice in the avenues este un film american din 1984. Un ansamblu de teatru din New York tocmai repetă piesa Orfeu a lui Cocteau, când una dintre actrițe este ucisă într-un parc.

## Date
Regie: Eric Mitchell.
Producție: Daniel Sales.
Scenariu: Eric Mitchell.
Distribuție: Mark Boone Junior, Steve Buscemi, Kai Eric, Vincent Gallo (Victor), Boris Major, Jessica Stutchbury.
Muzică: Vincent Gallo.
Imagine: Bobby Bukowski.
Montaj: Bob Gould, Sue Graf.
Durată: 80 min.

## Legături externe
- The Way It Is la Internet Movie Database

1. ↑   http://www.imdb.com/title/tt0088382/, accesat în 2 mai 2016 Lipsește sau este vid: |title= (ajutor)
2. ↑   http://www.imdb.com/title/tt0088382/, accesat în 8 mai 2016 Lipsește sau este vid: |title= (ajutor)